# گوردخمه (فیلم ۱۹۸۸)
«گوردخمه» (انگلیسی: Catacombs (1988 film)) فیلمی در ژانر ترسناک است که در سال ۱۹۸۸ منتشر شد. از بازیگران آن می‌توان به تیم وان پاتن و ایان آبرکرومبی اشاره کرد.